# Pralaja
Pralaja je v hinduismu a indické filozofii, především v puránách, pojem používá pro zánik živých bytostí, neživých objektů i celého vesmíru. Každodenní zanikání bytostí a věcí se nazývá nitjapralaja a atjantikapralaja zánik jedince skrze splynutí s božským. Pojem se však používá především pro zánik světa na konci cyklu čtyř jug skrze velkou potopu (prakrtapralaja) či oheň, nebo na konci Brahmova dne či života (Brahmapralaja nebo mahápralaja).

Podle filozofie sánkhjy poté, co nastane pralaja přežívá veškeré stvoření jako prakrti, jakási pralátka či prapodstata, v které se nachází všechny tři guny, vlastnosti či prvky, v rovnovážném a nečinném stavu. Když je tato rovnováha narušena, dochází k novému stvoření.